# Asuka Cambridge
Asuka Antonio „Aska“ Cambridge  (jap. ケンブリッジ 飛鳥 アントニオ, Kemburijji Asuka Antonio; * 31. Mai 1993 in Jamaika) ist ein japanischer Leichtathlet, der sich auf den Sprint spezialisiert hat.

## Karriere
Cambridge wurde in Jamaika als Sohn eines Jamaikaners und einer japanischen Mutter geboren. Zwei Jahre nach seiner Geburt zog die Familie nach Osaka, Japan. Zunächst versuchte er sich im Fußball, erst mit dem Umzug nach Tokio mit 14 Jahren spezialisierte er sich auf die Leichtathletik. Hier stellten sich schnell Erfolge ein, so dass er bei den Juniorenweltmeisterschaften 2012 in Barcelona für Japan an den Start ging. Hier schied er im Halbfinale des 200-Meter-Bewerbs aus und konnte mit der japanischen Sprintstaffel die Bronzemedaille gewinnen. Die Staffel konnte mit der schnellsten Zeit im Vorlauf (39,01 Sekunden) einen neuen asiatischen Juniorenrekord aufstellen.
2013 konnte er bei den Ostasienspielen in Tianjin zwei Goldmedaillen holen. Einerseits im 200-Meter-Lauf und in der Staffel. Mit 38,44 Sekunden erzielte er zusammen mit Ryōta Yamagata, Shōta Iizuka und Kazuma Ōseto einen neuen Ostasienspielerekord in der Männerstaffel, bei dem man den alten beinahe um eine halbe Sekunde verbesserte. Mit dem Gewinn der japanischen Meisterschaften 2016 über 100 Meter qualifizierte er sich für die Olympischen Spiele in Rio de Janeiro. Dort gelang ihm in der Männerstaffel mit dem Gewinn der Silbermedaille sein bislang größter Erfolg. Mit einer Zeit von 37,60 Sekunden im Finale stellte er zusammen mit Ryōta Yamagata, Shōta Iizuka und Yoshihide Kiryū einen neuen asiatischen Rekord auf. Im Einzelbewerb über 100 Meter schied er im Halbfinale mit einer Zeit von 10,17 Sekunden aus.
Im April 2017 lief er 10,05 Sekunden bei einem Meeting in Florida. Auf Grund des zu starken Rückenwindes (+3,3) wird die Zeit nicht gewertet. Bereits im April 2015 rannte er, ebenfalls in Florida, windunterstützte (+5,1) 9,98 Sekunden. Im Juni 2017 verbesserte Cambridge seine 100-Meter-Bestzeit auf 10,08 Sekunden in Osaka. Das war zu diesem Zeitpunkt die achtschnellste jemals von einem Japaner gelaufene Zeit aller Zeiten (mittlerweile neuntschnellste). Beachtlich hierbei ist, dass diese Zeit bei Gegenwind gelaufen wurde (−0,9 m/s). Damit qualifizierte er sich erstmals für die Weltmeisterschaften in London, bei denen er mit 10,25 s im Halbfinale ausschied und mit der Staffel die Bronzemedaille gewann. Er kam dabei allerdings nur im Vorlauf zum Einsatz. Im Jahr darauf erfolgte die Teilnahme an den Asienspielen in Jakarta, bei denen er im Einzelbewerb ein weiteres Mal das Halbfinale erreichte und mit der japanischen Stafette in 38,16 s die Goldmedaille vor den Mannschaften aus Indonesien und China gewann.
Am 20. August 2020 stellte er in Fukui mit 10,03 Sekunden über 100 Meter einen neuen persönlichen Rekord auf. Dies ist die siebtschnellst gelaufene Zeit eines Japaners aller Zeiten.

## Persönliche Bestzeiten
- 100 Meter: 10,03 s (+1,0 m/s), 29. August 2020 in Fukui
- 200 Meter: 20,62 s (+0,9 m/s), 9. Juni 2013 in Tokio